# Сувалі 14
Сувалі 14 (англ. Soowahlie 14) — індіанська резервація в Канаді, у провінції Британська Колумбія, у межах регіонального округу Фрейзер-Велі.

## Населення
За даними перепису 2016 року, індіанська резервація нараховувала 247 осіб, показавши зростання на 32,1%, порівняно з 2011-м роком. Середня густина населення становила 53,8 осіб/км².
З офіційних мов обидвома одночасно володіли 5 жителів, тільки англійською — 240.
Працездатне населення становило 56,8% усього населення, рівень безробіття — 28,6%.

## Клімат
Середня річна температура становить 8,7°C, середня максимальна – 20,1°C, а середня мінімальна – -3,2°C. Середня річна кількість опадів – 1 635 мм.
| Клімат поселення                              | Клімат поселення | Клімат поселення | Клімат поселення | Клімат поселення | Клімат поселення | Клімат поселення | Клімат поселення | Клімат поселення | Клімат поселення | Клімат поселення | Клімат поселення | Клімат поселення | Клімат поселення |
| Показник                                      | Січ.             | Лют.             | Бер.             | Квіт.            | Трав.            | Черв.            | Лип.             | Серп.            | Вер.             | Жовт.            | Лист.            | Груд.            |                  |
| Середній максимум, °C                         | 5,96             | 7,52             | 9,32             | 12,10            | 15,38            | 18,14            | 19,04            | 20,05            | 16,94            | 12,51            | 7,52             | 4,53             |                  |
| Середня температура, °C                       | 1,37             | 2,94             | 4,74             | 7,54             | 10,80            | 13,56            | 16,08            | 17,09            | 13,98            | 9,55             | 4,56             | 1,56             |                  |
| Середній мінімум, °C                          | −3,21            | −1,64            | 0,17             | 2,95             | 6,21             | 8,97             | 13,13            | 14,13            | 11,01            | 6,58             | 1,60             | −1,4             |                  |
| Норма опадів, мм                              | 218              | 150              | 147              | 120              | 95               | 87               | 58               | 57               | 81               | 163              | 250              | 209              |                  |
| Середньомісячна швидкість вітру, м/с          | 2.76             | 2.74             | 2.81             | 2.80             | 2.70             | 2.70             | 2.60             | 2.40             | 2.20             | 2.26             | 2.66             | 2.69             |                  |
| Середньомісячна сонячна радіація, кДж/м²·день | 3369             | 6471             | 10144            | 15088            | 18646            | 20067            | 21527            | 18559            | 13335            | 7312             | 3708             | 2634             |                  |
| --------------------------------------------- | ---------------- | ---------------- | ---------------- | ---------------- | ---------------- | ---------------- | ---------------- | ---------------- | ---------------- | ---------------- | ---------------- | ---------------- | ---------------- |
| Джерело:                                      |                  |                  |                  |                  |                  |                  |                  |                  |                  |                  |                  |                  |                  |